# Солончены
Солончены, Солончень (рум. Solonceni) — село в Резинском районе Молдавии. Является административным центром коммуны Солончены, включающей также село Тарасово.

## История
Впервые село Солончень было упомянуто в истории 15 мая 1603 года. В этот день господарь Иеремия Мовилэ грамотой утвердил продажу населённого пункта священником Пантей пыркалабу Сорок (так в Молдавии называли главу крепости) по фамилии Войку. В сентябре 1619 года сыновья пыркалаба поделили отцовские владения. Село Солончень (включая место для мельницы и озеро) досталось Гидиону Войку.

## География
Село расположено на высоте 42 метров над уровнем моря.

## Население
По данным переписи населения 2004 года, в селе Солончень проживает 1155 человек (565 мужчин, 590 женщин).
Этнический состав села:
| Национальность | Число жителей | Процентный состав |
| -------------- | ------------- | ----------------- |
| молдаване      | 1136          | 98.35             |
| украинцы       | 9             | 0.78              |
| русские        | 6             | 0.52              |
| румыны         | 3             | 0.26              |
| прочие         | 1             | 0.09              |
| Всего          | 1155          | 100 %             |

В коммуне Солончень зарегистрированы 580 домашних хозяйств. В среднем каждое домашнее хозяйство состоит из 3 человек.

## Интересные факты
С 1990 по 1993 годы Солончень было единственным селом в Европе, обладавшим троллейбусной системой. Был построен один маршрут протяжённостью около двух километров. Троллейбусного парка не было, единственный троллейбус ЗиУ-9, полученный на правах аренды в кишинёвском Троллейбусном парке № 2, на ночь отгонялся в колхозный гараж. Троллейбус совершал по шесть рейсов в день. Проезд был бесплатный. В 1993 году, в связи с повышением стоимости электроэнергии, троллейбусный маршрут был ликвидирован, контактная сеть полностью демонтирована.